# Atsushi Matsuura (fodboldspiller, født 1981)
 For alternative betydninger, se Atsushi Matsuura. (Se også artikler, som begynder med Atsushi Matsuura)
Atsushi Matsuura (født 28. december 1981) er en tidligere japansk fodboldspiller.
Han har spillet for flere forskellige klubber i sin karriere, herunder Tokushima Vortis.